# 韦尔梅塞斯
韦尔梅塞斯，是西班牙卡斯蒂利亚-莱昂布尔戈斯省的一个市镇。总面积49平方公里，总人口140人（2001年），人口密度3人/平方公里。